# Ela (Tiefdruckgebiet)
Die Gewitterfront des Tiefdruckgebiets Ela, in den Medien auch als Pfingstmontag-Unwetter bezeichnet, überzog am 9. (Montag) und 10. Juni 2014 (Dienstag) vor allem Nordrhein-Westfalen, Hessen und Niedersachsen mit Unwettern.

Wolkenfront

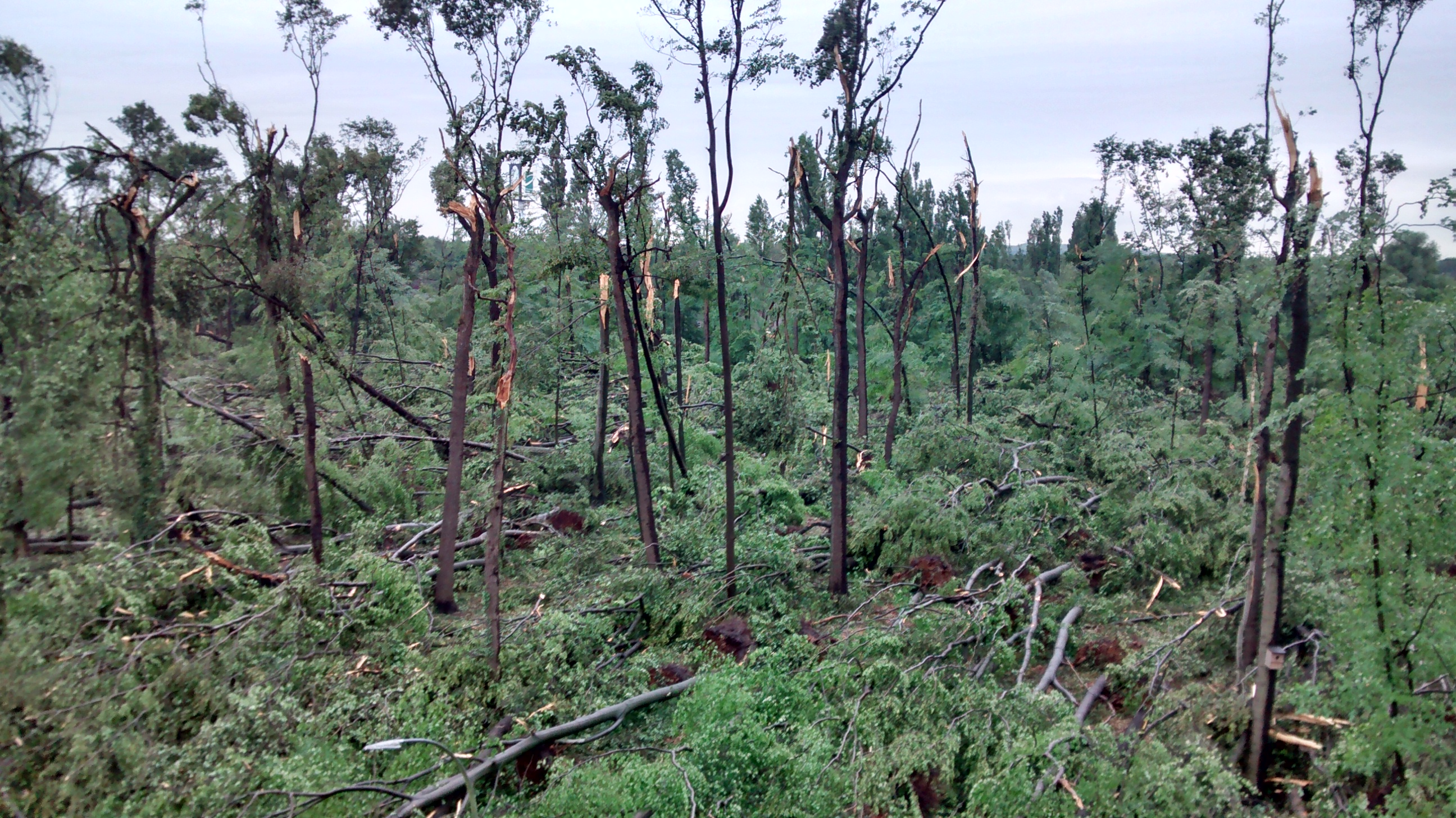
Sturmschäden im „LANUV-Wäldchen“, Recklinghausen

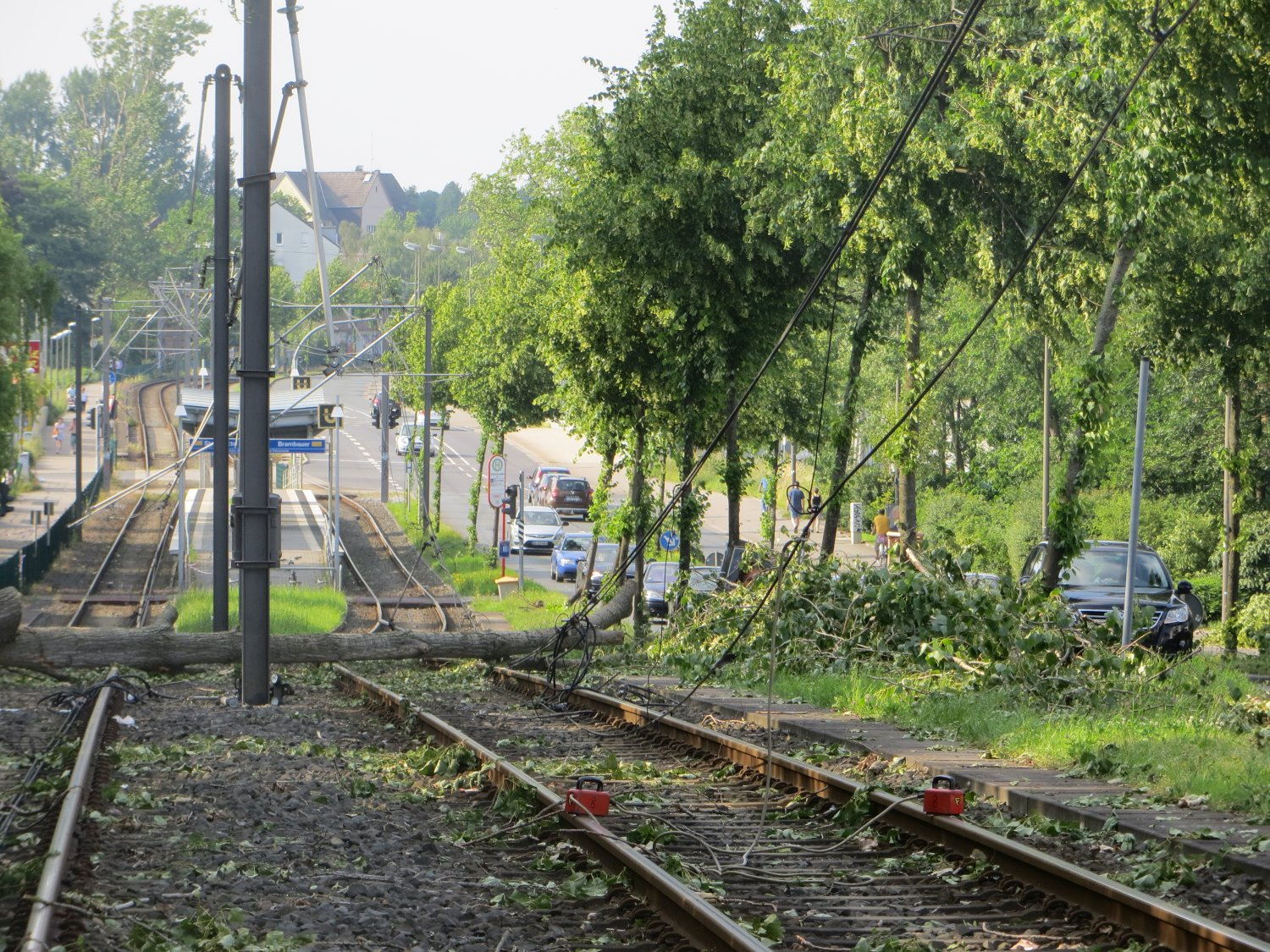
Sturmschäden an der Stadtbahnlinie U41 in Brechten

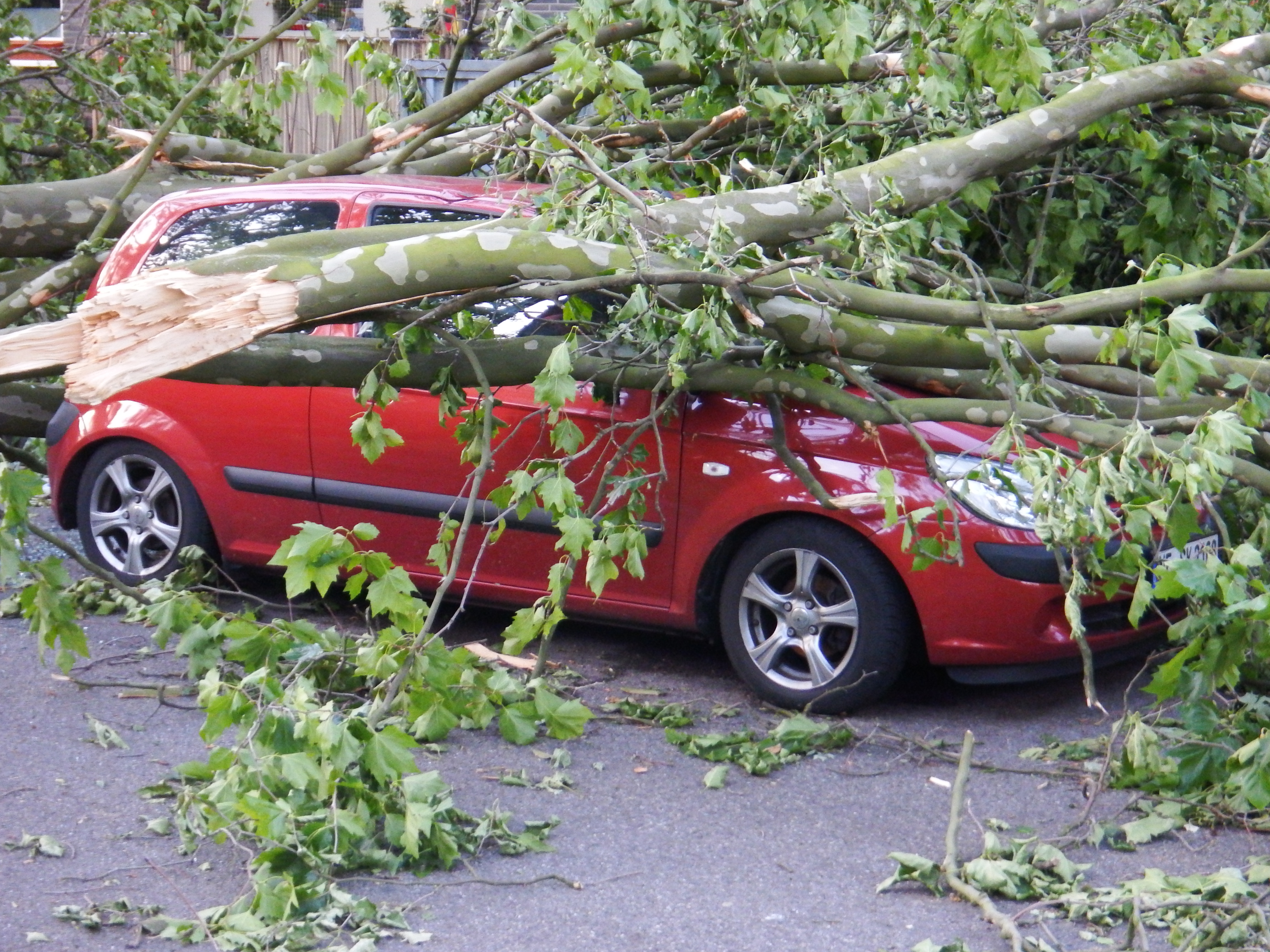
Beschädigtes Fahrzeug in Neuss

## Entstehung
Nach Darstellung der Unwetterzentrale Deutschland strömte zwischen dem Tief Ela über dem Ostatlantik und dem Hoch Wolfgang über Osteuropa während der Pfingsttage heiße Luft aus dem Süden nach Deutschland, die sich am Pfingstmontag auf bis zu 38 °C aufheizte. Dann bildete sich über dem Ärmelkanal das Randtief Ela II, dessen Frontensystem kühle Luft herantransportierte. Im Vorfeld der Front entstanden über Nordfrankreich und Belgien Gewitterzellen, die zum Abend zu einem großen Gewitterkomplex zusammenwuchsen und eine eigene Zirkulation hervorbrachten. Daraus bildete sich ein mesoskaliges konvektives System (MCS), das mit einem Bow-Echo weite Teile Nordrhein-Westfalens überquerte. Beim Durchzug des Bow-Echos traten in einem Streifen vom Rheinland bis ins Ruhrgebiet Böen bis Orkanstärke auf. Am Flughafen Düsseldorf wurden Windgeschwindigkeiten von bis zu 142 km/h gemessen. Gebietsweise fielen rund 40 mm Niederschläge.

## Schäden
Bei dem Unwetterereignis, das zu Gewitterfronten mit Sturmböen, Regen und teils auch Hagel führte, kamen am 9. Juni zwischen 20 und 23 Uhr in Düsseldorf, Essen, Köln und Krefeld insgesamt sechs Menschen ums Leben; in Nordrhein-Westfalen wurden zudem 30 Menschen schwer und 37 leicht verletzt.
Es kam zu schweren Zerstörungen und mehrere Tage anhaltenden Verkehrsbeeinträchtigungen. Die Deutsche Bahn erklärte, dass die Sturmschäden am Schienennetz durch Ela deutlich stärker wären als beim Orkan Kyrill im Jahr 2007. Der Landesbetrieb Wald und Holz NRW registrierte landesweit fast 80.000 Festmeter Baumholz in den Wäldern als Schadholz, 61.000 davon in den Bezirken der Regionalforstämter Ruhr und Niederrhein, insgesamt deutlich weniger als beim Orkan Kyrill. In den betroffenen Stadtgebieten sei jeder vierte Baum entwurzelt oder abgeknickt. Dadurch sei dort die Erholungsfunktion erheblich beeinträchtigt. Die Feuerwehren in Nordrhein-Westfalen fuhren wegen des Pfingstunwetters über 31.000 Einsätze, insgesamt waren 36.000 Kräfte von Feuerwehren und Technischem Hilfswerk im Einsatz, um Sturmschäden zu beseitigen.
Die versicherten Schäden wurden zunächst auf mindestens 100 Millionen Euro eingeschätzt. Einen Tag später korrigierten befragte Versicherungsunternehmen ihre Schätzungen bereits deutlich nach oben. Anfang Juli 2014 bezifferten Versicherer den Schaden schließlich auf etwa 650 Millionen Euro.

### Düsseldorf

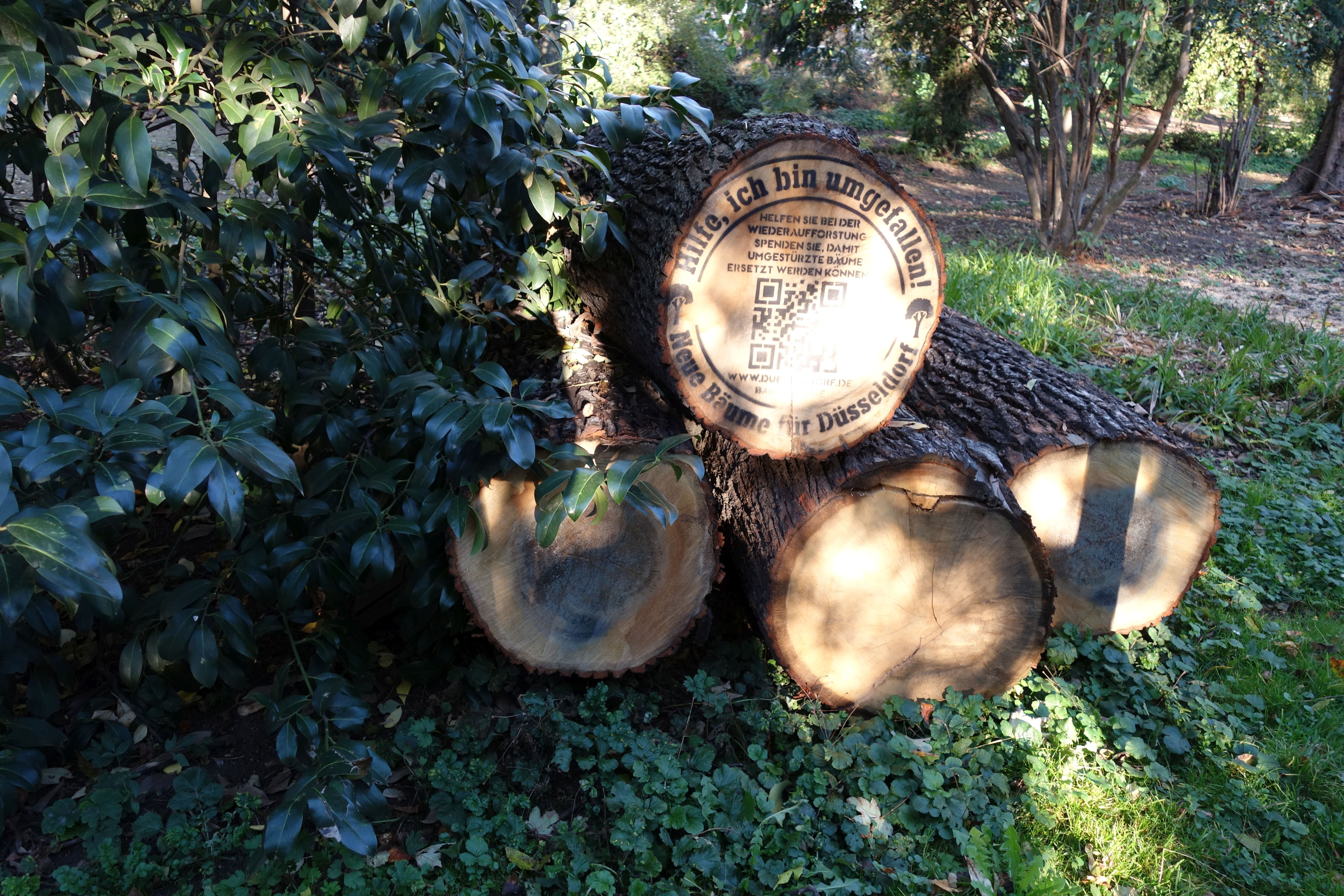
Spendenaufruf zur Wiederaufforstung auf einem Baumstamm, Düsseldorf

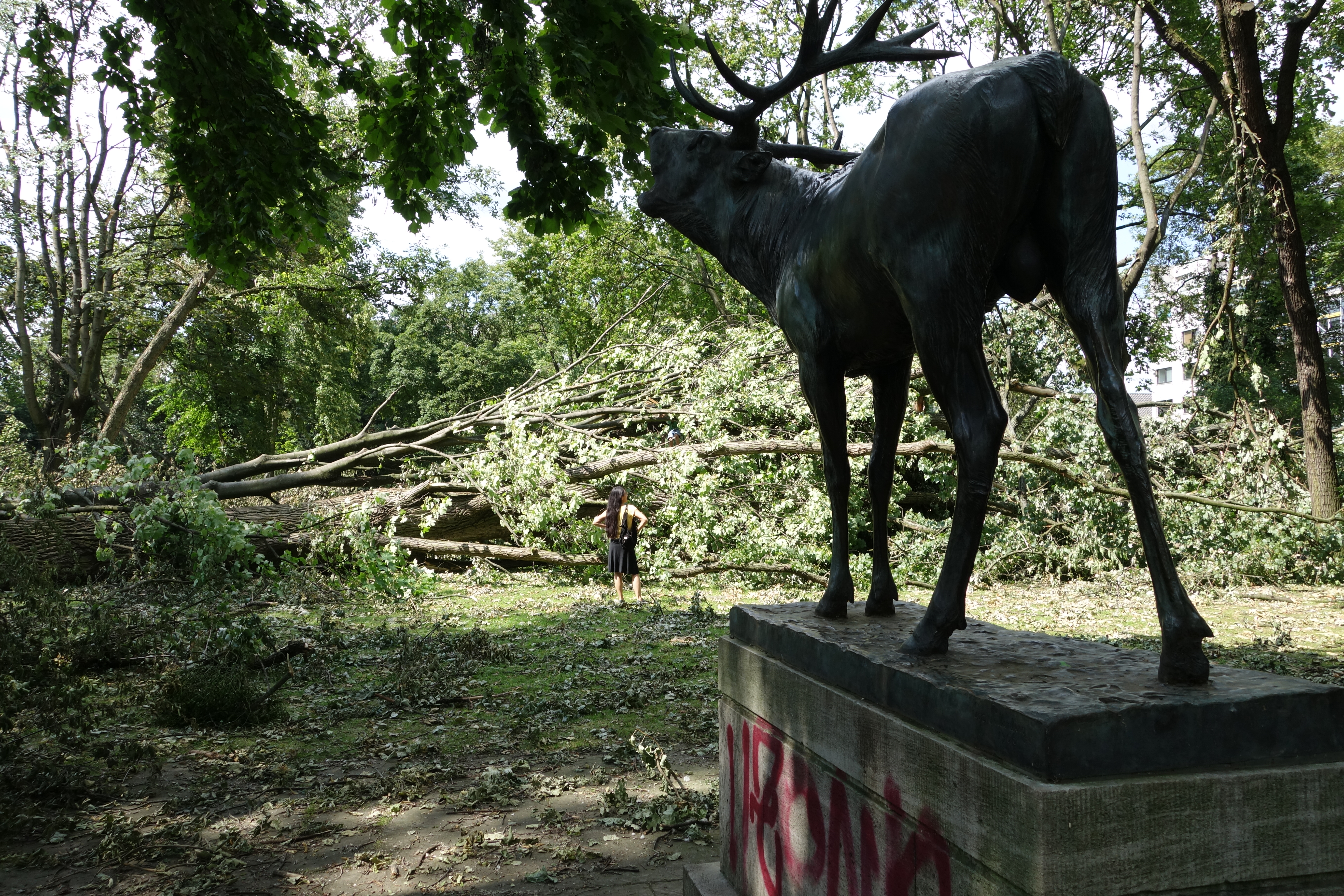
Zerstörungen im Düsseldorfer Hofgarten

Am Pfingstmontag, den 9. Juni 2014, zog die Gewitterfront des Tiefs Ela abends gegen 21 Uhr von Westen her über Düsseldorf hinweg und richtete dabei schwere Verwüstungen im Stadtgebiet an. Drei Menschen starben, elf wurden beim Sturm verletzt. Sieben Einsatzkräfte verletzten sich bei den Rettungs- und Aufräumarbeiten. In einer vorläufigen amtlichen Schadensbilanz der Stadtverwaltung Düsseldorf wurde am 3. Juli berichtet, dass etwa 22.500 der rund 69.000 Straßenbäume der Stadt stark beschädigt wurden; 2500 von ihnen waren umgestürzt. Auf den städtischen Friedhöfen wurden 2000 Bäume beim Sturm beschädigt oder zerstört. Städtische Gebäude, Anlagen und Verkehrsinfrastrukturen wurden ebenfalls stark betroffen. Der Baumbestand des Rheinparks Golzheim wurde zu etwa 60 Prozent beschädigt; auch der Düsseldorfer Hofgarten wurde schwer getroffen. Das Schadensbild in den Parkanlagen trug der Stadt den Spitznamen „Dschungeldorf“ ein. Der städtischen Feuerwehr wurden bis zum 13. Juni 2014 3101 Schadensorte gemeldet, fast dreimal mehr als beim Orkan Kyrill. Im Stadtteil Gerresheim wurde eine 320 Jahre alte Blutbuche entwurzelt. Die Bundeswehr schickte 330 Soldaten und rund 50 Fahrzeuge des Pionierregiments 100 zu Aufräumarbeiten nach Düsseldorf, darunter „mobile Kettensägentrupps“ und Pionierpanzer. Der Gesamtschaden der Stadt belief sich nach der ersten Bilanz auf 64 Millionen Euro. Am 3. Juli 2014 wurden 15 Millionen Euro zur Beseitigung der aktuellen Schäden an der städtischen Infrastruktur bewilligt.

#### Freigabe
Am 5. Juli wurden der Wildpark im Grafenberger Wald und andere Grünflächen wieder zur Benutzung freigegeben. Mit Beginn der Sommerferien wurde ebenfalls die Schließung der 192 Sportanlagen im Stadtgebiet aufgehoben. Insgesamt waren 25 Helfer über 1600 Arbeitsstunden mit den Aufräumarbeiten beschäftigt, dabei wurden rund 200 Festmeter Holz und 500 Kubikmeter Baumkrone entsorgt. Als Folge fielen die örtlichen Holzpreise um mehr als die Hälfte.

#### Wiederaufforstung
Im Rahmen einer größeren Spendensammelaktion der Stadt wurde seit Oktober 2014 in Düsseldorf mit einer originellen Idee um Spenden zur Neuanpflanzung geworben. Die Fan Factory forderte im Einverständnis mit den zuständigen Behörden dazu auf, einen Spendenaufruf mit einem abgebildeten QR-Code der Spendenseite, den die Bürger mit dem Smartphone scannen können, auf die umgestürzten Baumstämme zu sprayen. Die dazu benötigte Schablone wurde kostenlos zur Verfügung gestellt. Die Aktion wurde durch aufklärende Plakate in der Nähe der besprühten Baumreste begleitet.
Eine weitere Aktion war, aus dem Holz von 35 umgestürzten Bäumen aus dem Hofgarten 17.000 Frühstücksbrettchen, die sog. Sturmbrettchen, herzustellen und die Erlöse zur Wiederaufforstung zu verwenden.

### Mülheim an der Ruhr

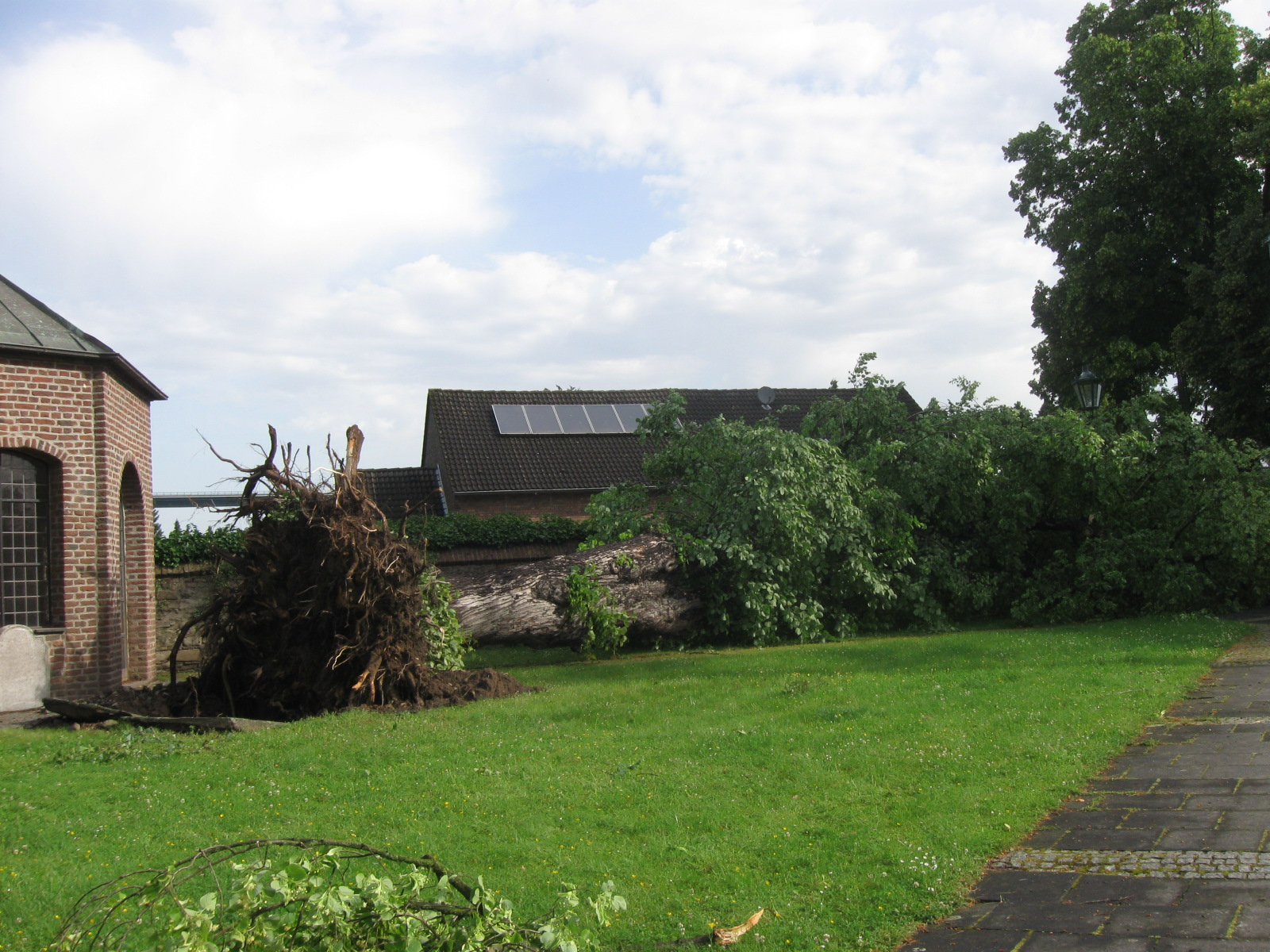
Beim Sturmtief Ela entwurzelte Linde an der Mintarder Dorfkirche

In Mülheim wurden die südlichen und östlichen Stadtteile Saarn (mit Selbeck und Mintard), Menden und Heißen besonders schwer vom Sturm getroffen, so dass zahlreiche Waldbereiche und Spielplätze gesperrt werden mussten. Die Feuerwehr Mülheim sprach von über 2000 sturmbedingten Einsatzanforderungen bis zum 27. Juni 2014.
Ein Luftschiff der WDL Luftschiffgesellschaft wurde fast vollständig zerstört.

### Essen

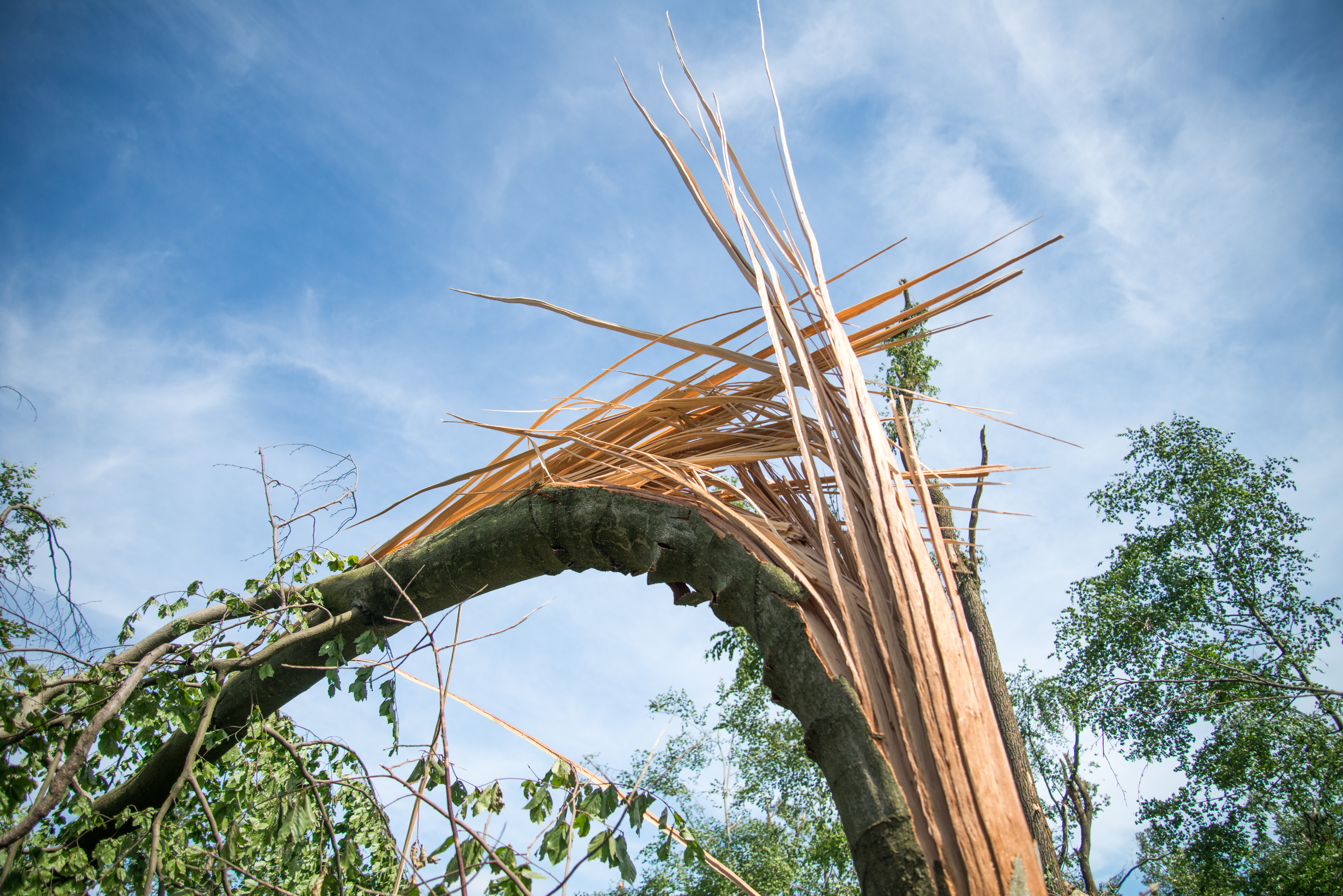
Ein durch den Sturm gebrochener Baum im Schellenberger Wald in Essen

Die Essener Polizei fuhr bis zum Morgen des 13. Juni 2014 insgesamt 950 sturmbedingte Einsätze. 2350 Einsätze registrierte die Feuerwehr Essen in derselben Zeit. Bei der Evakuierung des Festivals Open Air Werden gab es neun Schwer- und sechs Leichtverletzte. Für die tausenden Besucher wurde eine große Betreuungsstelle in einer nahen Turnhalle eingerichtet, welche die gesamte Nacht für die unter anderem vielen minderjährigen Festivalbesucher betrieben wurde. Jeglicher Festivalverkehr über das Schienennetz und Sonderbusse war viele Stunden unterbrochen. Zudem wurden Hunderte Autos von Bäumen zerstört. Neben dem Ufer des Baldeneysees und dem Grugapark wurden auch die Friedhöfe gesperrt. Der Essener Hauptbahnhof war von Pfingstmontag bis zum 14. Juni 2014 vom Zugverkehr abgeschnitten. In Essen wurden die anschließenden Aufräum- und Sägearbeiten von den Essener Hilfsorganisationen wie auch von den damals gebildeten Spontanhelfern der Initiative Essen packt an unterstützt.
Insgesamt wurden in Essen 20.000 Bäume zerstört.

### Neuss

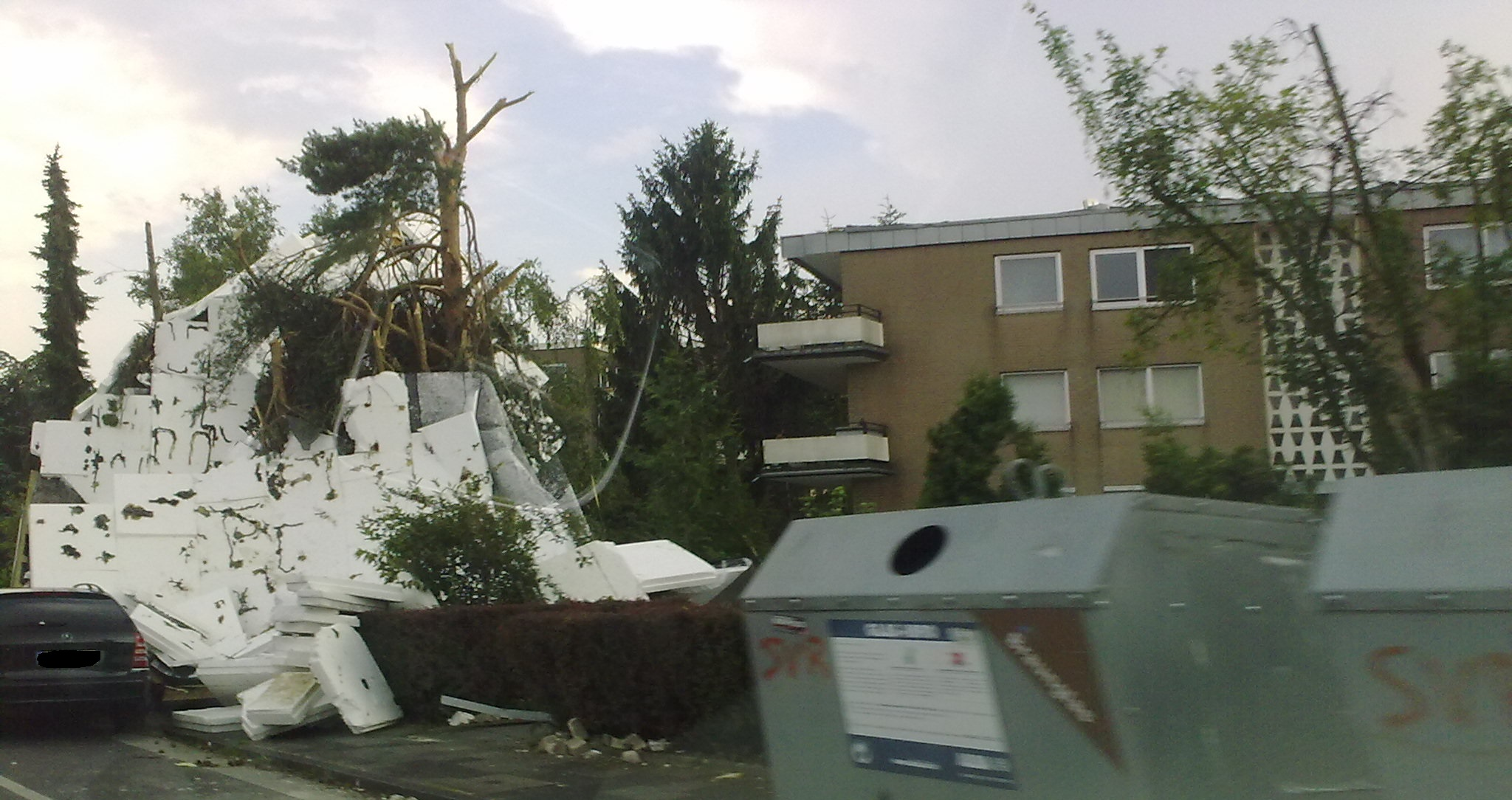
Neuss, Kaarster Straße: Flachdach flog davon

In Neuss wurden am Pfingstmontag Straßenbäume, Parkbäume und Bäume auf Privatgrundstücken beschädigt oder entwurzelt. Die städtischen Schulen und die Musikschule Neuss unterrichteten bis zum Ende der Woche nicht, weil die Schulwege nicht sicher waren. Ebenso mussten der Sommernachtslauf und das Kulturfest abgesagt werden. Neuss wurde mit Düsseldorf am schwersten getroffen.

### Duisburg
Sturmschäden entstanden vor allem im Südosten der Stadt, im Stadtwald und in der Huckinger Mark.
Als eine der wenigen Städte des Ruhrgebiets kam Duisburg nicht in den Genuss von Landesmitteln, da nach Angaben des Deutschen Wetterdienstes nur 6 % der Stadtfläche betroffen seien.
Das Umweltdezernat der Stadt bedauerte, dass Duisburg nach den schweren Schäden durch das Pfingststurmtief keinerlei Landeshilfen erhalten soll. „Auch wenn Duisburg nur zum Teil betroffen war und die Schäden nicht so hoch wie in anderen Städten waren, so ist die Schadenssumme von 2,5 Millionen Euro für eine Stadt in der Haushaltssanierung keine Kleinigkeit“, hieß es in der Mitteilung.

### Sauerland
Auf dem Kahlen Asten fielen in 24 Stunden 38 Liter pro Quadratmeter. In Schmallenberg registrierte man bei zwei Gewittern innerhalb von zwei Tagen über vier Zentimeter große Hagelkörner. Der Hagel beschädigte zahlreiche Fahrzeuge, Dachfenster und Glasgewächshäuser in mehreren Schmallenberger Ortsteilen. Zudem haben die Hagelkörner Lichtkuppeln und Dächer von mehreren Kindergärten, Schulen und öffentlichen Gebäuden beschädigt. Das Schmallenberger Schulzentrum wurde mit Wasser vom Dach geflutet, das durch zerstörte Lichtkuppeln eindrang. Die Hauptschule des Schulzentrums blieb aus diesem Grund bis zum 13. Juni 2014 geschlossen. Im Hochsauerland wurden bis zum 17. Juni 2014 allein der LVM Versicherung insgesamt 900 eingedellte Kraftfahrzeuge gemeldet. Die Schadenshöhe lag bis zu diesem Datum bei 1,3 Millionen Euro. Die Provinzial-Versicherung registrierte bis zum 20. Juni 2014 im Sauerland mehr als 800 hagelbedingte Kfz-Schäden. In Meschede wurde ein Baumarkt von einer stürmischen Böe mit rund 100 km/h getroffen. Dabei wurden alle Gartenhäuser hochgewirbelt und zerstört. Die Trümmerteile flogen über das gesamte Gelände. Der Sachschaden liegt bei rund 50.000 Euro.

## Weiterführende Informationen